# Denham Film Studios
Les Denham Film Studios étaient un studio de cinéma britannique actif de 1936 à 1952 situé sur une parcelle de 165 acres (667 731 m2) à Denham dans le Buckinghamshire près de Londres. En 1996, la société Anvil Recording occupe les lieux sous le nom Anvil Recording Studios et enregistre plusieurs albums et bandes originales de films. Anvil quitte les lieux dans les années 1980 et le site est rasé au profit d'un pôle d'activités, qui sera lui aussi détruit pour une zone résidentielle en 2017.

## Historique

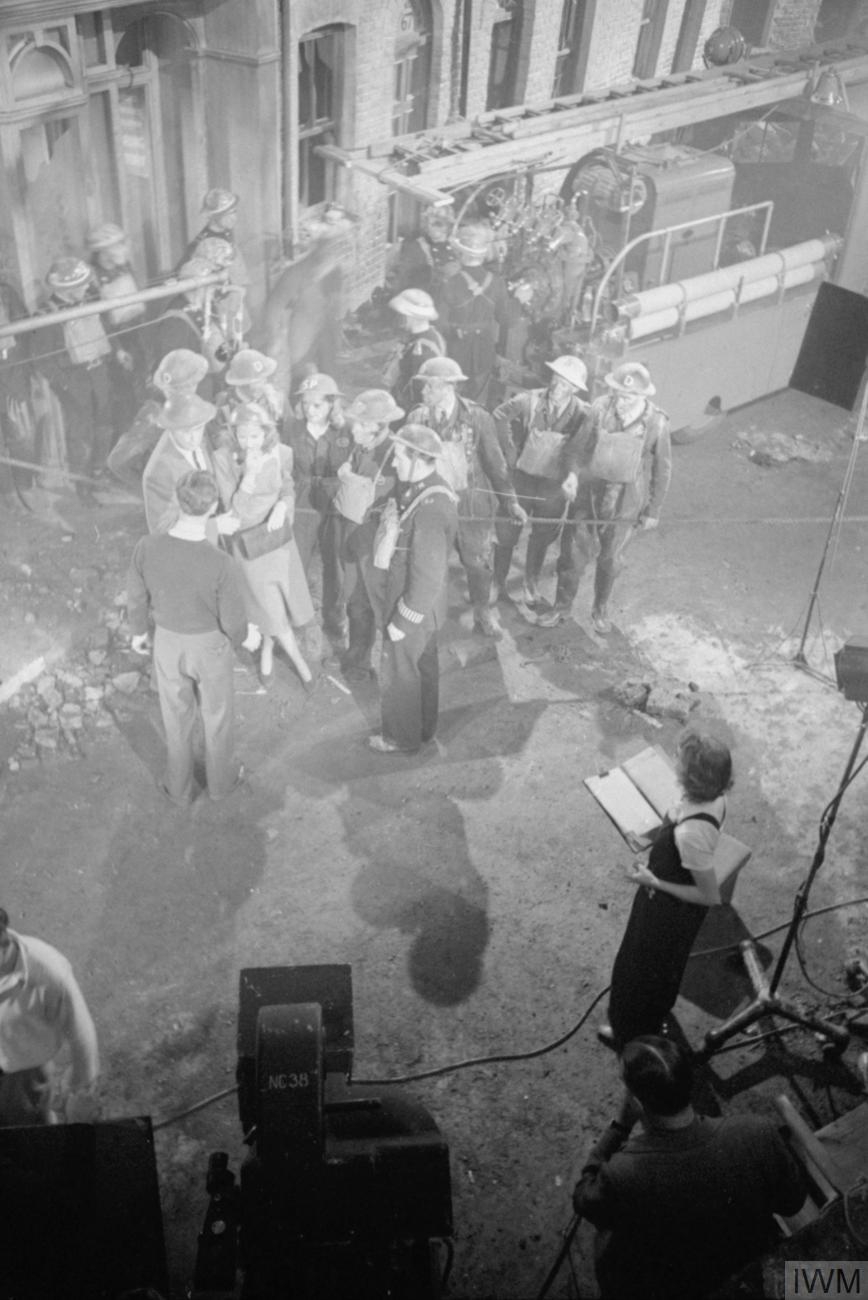
Harold French finalisant le tournage du film Unpublished Story en 1941

Le studio est fondé en 1935 par Alexander Korda et sert principalement de lieu de tournage pour la société de production cinématographique London Film Productions, fondée par A. Korda en 1932. Il est inauguré en mai 1936 sur une parcelle de 165 acres (67 ha) mais avait été utilisé durant sa construction dès 1935. En 1937, Mary de Teck visite les studios durant la production du film Alerte aux Indes (1938).
Après une restructuration de l'entreprise de Korda à la fin des années 1930, le studio de Denham fut repris par la Rank Organisation et fusionna avec les studios de Pinewood en 1939, situés à un peu plus de 4 milles (6 km). Après la fusion, le studio est appelé D&P Studios. Le dernier film tourné au sein de ce studio est Robin des Bois et ses joyeux compagnons (1952). Certaines productions de la London Films furent alors réalisées à Shepperton.
Dans les années 1960 et 1970, les bureaux de style Art déco sont occupés par la société Rank Xerox, tandis que les studios servent d'entrepôt. En 1966, le Anvil Recording Group utilise le site pour enregistrer de nombreuses musiques de film sous le nom Anvil Recording Studios,.
À partir de l'été 1979, la démolition du site est entamée. En 1980, le site est abandonné et  la parcelle rasée. Anvil Studios recherche un nouveau lieu d'enregistrement et fusionne avec les célèbres Studios Abbey Road d'EMI, le dernier enregistrement avant le déménagement est Le Lion du désert (1981) composé par Maurice Jarre.
Par la suite le site est transformé en pôle d'activités, le Broadwater Park, qui sert de siège social pour la filiale britannique de Robert Bosch et international pour InterContinental Hotels Group.

## Films tournés au studio

### Pendant la construction
- 1935 : Fantôme à vendre
- 1936 : Les Mondes futurs
- 1936 : The Man Who Could Work Miracles

### Après la construction
- 1936 : Southern Roses
- 1936 : Rembrandt d'Alexander Korda
- 1937 : Le Chevalier sans armure
- 1937 : Dîner au Ritz (Dinner at the Ritz) de Harold D. Schuster
- 1937 : Vive les étudiants
- 1938 : South Riding
- 1938 : La Citadelle
- 1938 : Alerte aux Indes
- 1939 : Au revoir Mr. Chips
- 1939 : The Arsenal Stadium Mystery
- 1940 : Sous le regard des étoiles
- 1940 : Le Voleur de Bagdad - majeure partie.
- 1942 : Ceux qui servent en mer (1942) de Noël Coward
- 1942 : Le Chapelier et son château
- 1943 : Femmes en mission - credits show D&P Studios.
- 1943 : Colonel Blimp de Michael Powell et Emeric Pressburger
- 1944 : Henry V de Laurence Olivier
- 1944 : A Canterbury Tale
- 1945 : Je sais où je vais
- 1945 : Brève Rencontre  de David Lean - quelques scènes
- 1946 : Une question de vie ou de mort (A Matter of Life and Death
- 1948 : Hamlet

- 1950 : L'Île au trésor de Walt Disney Pictures
- 1952 : Robin des Bois et ses joyeux compagnons de Walt Disney Pictures

## Albums enregistrées aux Anvil Studios
- 1975 : L'Homme qui voulut être roi composée par Maurice Jarre
- 1976 : The Slipper and the Rose: The Story of Cinderella composée par Richard M. Sherman et Robert B. Sherman
- 1977 : Star Wars, épisode IV : Un nouvel espoir composée par John Williams et interprété par le London Symphony Orchestra
- 1977 : Jésus de Nazareth, mini-série italienne, composée par Maurice Jarre
- 1978 : Stevie composée par Patrick Gowers
- 1978 : Ces garçons qui venaient du Brésil composée par Jerry Goldsmith
- 1978 : Superman composée par John Williams
- 1979 : La Grande Attaque du train d'or composée par Jerry Goldsmith
- 1979 : Alien, Le huitième passager composée par Jerry Goldsmith
- 1980 : Flash Gordon (film) et Flash Gordon (album) de Queen
- 1980 : Star Wars, épisode V : L'Empire contre-attaque composée par John Williams et interprété par le London Symphony Orchestra
- 1981 : Les Aventuriers de l'arche perdue composée par John Williams
- 1981 : Le Lion du désert composée par Maurice Jarre